# 黄成就
黄成就（1922年12月11日—2003年），男，广东新会人，中国植物分类学家，曾任中国科学院华南植物研究所研究员。